# Jan Vogeler
Jan Jürgen Vogeler (* 9. Oktober 1923 in Moskau; † 23. Januar 2005 in Worpswede) war ein deutsch-sowjetischer Philosoph und Hochschullehrer.

## Biografie
Vogeler war der Sohn des Malers Heinrich Vogeler (1872–1942) und von Zofia (Sonja) Marchlewska (1898–1983), der Tochter des polnischen Kommunisten Julian Marchlewski. Seine Eltern zogen mit ihm 1924 von seinem Geburtsort Moskau nach Berlin, wo die Familie zunächst in Berlin-Neukölln wohnte. Seine Eltern heirateten 1926, nachdem die erste, 1901 geschlossene Ehe seines Vaters mit der Künstlerin Martha Vogeler, der drei Töchter entstammen, geschieden worden war. 1927 bezog die Familie Vogeler eine Wohnung in der von Bruno Taut erbauten Hufeisensiedlung in Berlin-Britz. 1931/32 emigrierten die Eltern zusammen mit dem damals etwa 8-Jährigen und kehrten nach Moskau zurück. Die Ehe der Eltern wurde 1941 geschieden.
In Moskau besuchte Vogeler von 1932 bis 1937 die Karl-Liebknecht-Schule, danach ging er bis 1941 auf eine russischsprachige Oberschule. 1937 nahm er die sowjetische Staatsbürgerschaft an und war bis 1991 Mitglied der KPdSU. Seit 1941 diente er als Dolmetscher in der Roten Armee. Von 1942 bis 1943 besuchte er eine Schule der Komintern. 1943 war er Mitbegründer des Nationalkomitees Freies Deutschland (NKFD). Als Unteroffizier der Roten Armee war er Betreuer von Frontbevollmächtigten des NKFD. Am Kriegsende diente er im Stab der 1. Weißrussischen Front.
1947 holte Vogeler sein Abitur nach und studierte anschließend Philosophie und Geschichte der Philosophie an der Moskauer Lomonossow-Universität. 1952 promovierte er in Philosophiegeschichte mit einer Arbeit über Martin Heideggers Sein und Zeit. Später habilitierte er sich mit einer Arbeit über Herbert Marcuse und die Frankfurter Schule. Er wurde Dozent und 1962 Professor für marxistische und deutsche Philosophie an der Lomonossow-Universität in Moskau sowie Gastdozent an der dortigen Lenin-Schule, wo er unter den westdeutschen Studenten ein beliebter Dozent war. 1990 wurde Vogeler emeritiert. Von 1957 bis 1960 war er Gastprofessor an der Universität Leipzig. Vor und während der Wendezeit hielt er zahlreiche Vorträge in der Sowjetunion, Deutschland und anderen Ländern. 1998 erwarb er wieder die deutsche Staatsbürgerschaft. Für kürzere Zeit wohnte er am Starnberger See. Ab 2001 lebte er in Worpswede und arbeitete im Haus im Schluh in der Heinrich Vogeler Stiftung mit.
Vogeler war verheiratet mit Soja (†) und hatte eine Tochter Natascha († 2004); beide wohnten in Moskau.

## Schriften
- Übersetzung der Kritik Chruschtschows an Stalin auf dem XX. Parteitag, Moskau 1956
- Umsiedlung und Vertreibung und die Sprengkraft ethnischer Konflikte in der ehemaligen Sowjetunion. In: Hilmar Hoffmann (Hrsg.): Anderssein, ein Menschenrecht. Über die Vereinbarkeit universaler Normen mit kultureller und ethnischer Vielfalt. Beltz Athenäum, Weinheim 1995, S. 101–113, ISBN 3-89547-049-X.